# Cassini (cráter marciano)
Cassini es un gigantesco cráter de impacto del planeta Marte situado al sur del cráter Luzin, al suroeste de Quenisset, al oeste de Flammarion, al norte de Tikhonravov, al noreste de Henry, al este de Pasteur y al sureste de Cerulli, a 23.8° norte y 328.2º oeste. El impacto causó una depresión de 412 kilómetros de diámetro.
El nombre fue aprobado en 1973 por la Unión Astronómica Internacional, en honor al astrónomo e ingeniero italiano Giovanni Cassini (1625-1712).

## Imágenes
|  |  |  |